# Улица Мије Ковачевића (Београд)
| улица · МИЈЕ КОВАЧЕВИЋА    | улица · МИЈЕ КОВАЧЕВИЋА             |
| -------------------------- | ----------------------------------- |
|                            |                                     |
| Општина                    | Градска општина Палилула и Звездара |
| Почетак                    | Рузвелтова улица                    |
| Крај                       | Булевар деспота Стефана             |
| Дужина                     | 900 m                               |
| Ширина                     | 6 m                                 |
|                            |                                     |
|                            |                                     |
| Омладински стадион Београд |                                     |

Улица Мије Ковачевића је београдска улица која се налази у општини Палилула и Звездара.

## Улица
Улица је оријентисана северо-источно и простире се од Рузвелтове улицe, затим пресеца улицу Драгослава Срејовића и завршава се на почетку Булевара деспота Стефана.
Овде се налази Споменик природе Храст у ЈКП Градска чистоћа.

## Едукација
У овој улици се налази Православни богословски факултет Универзитета у Београду, високошколска установа за теолошке науке отворене 1920. Поред факултета се налази и Богословски интернат Свети Сава. По богословији је назван и околни крај, Богословија.
На адреси Мије Ковачевића број 5 налази се Војногеографски институт, установа Војске Србије, која се бави истраживачко-развојним и производним радом у областима геодезије, фотограметрије, картографије, географских информационих система, картографске репродукције, метрологије и других геодисциплина ради израде геотопографских материјала.

## Спорт
На овој адреси се такође налази фудбалски клуб ОФК Београд. Клуб се тренутно такмичи у Српској лиги Београд, трећем такмичарском нивоу српског фудбала. Био је дугогодишњи прволигаш и освајач купа СФРЈ. Његов стадион, Омладински стадион, налази се на истој адреси и има капацитет од 19.100 места од којих 10.600 седећих.

## Здравство
Дечија болница Олга Поповић Дедијер се налази у улици Мије Ковачевића број 13 и припада клиничко-болничком центару Звездара.

## Гробље и споменици
Један део Новог гробља се налази у овој улици као и Гробље ослободилаца Београда 1944. 

## Галерија
- № 9 — зграда „Тоблероне“, архитекта Риста Шекерински, 1966.
- № 5 — Војногеографски институт, 1954.